# Georg Wick
Georg Wick (* 28. April 1939 in Klagenfurt)  ist ein österreichischer Pathologe und Gerontologe, der sich mit der Erforschung von Autoimmunerkrankungen und Alternsforschung beschäftigt hat.

## Leben und Werdegang
Georg Wick besuchte von 1953 bis 1958 in der Schweiz die Internatsschule Lyceum Alpinum in Zuoz. Anschließend studierte er ab 1958 Medizin an der Universität Wien, wo er 1964 zum Dr. med. promovierte. 1971 habilitierte er sich im Fach „Allgemeine und Experimentelle Pathologie“ und wurde 1974 zum außerordentlichen Professor ernannt. Von 1975 bis 2007 war er Professor und Direktor der Sektion für Experimentelle Pathophysiologie und Immunologie der Medizinischen Universität Innsbruck. 
1991 gründete er das Institut für Biomedizinische Alternsforschung der Österreichischen Akademie der Wissenschaften in Innsbruck, das er bis 2003 als Direktor leitete. 1993 wurde er zum ordentlichen Mitglied der Academia Europaea gewählt.
In den Jahren 2003 bis 2005 war er Präsident des „Fonds zur Förderung der wissenschaftlichen Forschung“ (FWF). Am 14. Dezember 2005 wurde Georg Wick zum Mitglied (Matrikel-Nr. 7060) der Leopoldina gewählt. Ende 2007 wurde Wick emeritiert. Seitdem leitete er bis 2017 das Labor für Autoimmunität am Biozentrum der Medizinischen Universität Innsbruck. 
Wick ist Autor von über 600 wissenschaftlichen Arbeiten und 12 Büchern und Herausgeber der Zeitschrift „Gerontology“.

## Forschung
Georg Wick forschte zur Entstehung von Autoimmunerkrankungen. Dabei konnte er erstmals regulatorische T-Zellen nachweisen – eine Gruppe von Immunzellen in der Thymusdrüse, die im gesunden Organismus die Entstehung von Autoimmunkrankheiten verhindern. Er konnte außerdem erstmals nachweisen, dass bei Autoimmunerkrankungen die genetisch festgelegte Empfindlichkeit der jeweiligen Zielzellen für die autoimmune Attacke wesentlich ist. Außerdem hat er nachgewiesen, dass die Frühstadien der Arteriosklerose eine Autoimmunerkrankung darstellen.

## Auszeichnungen (Auswahl)
- 1987: Tiroler Landespreis für Wissenschaft
- 1994: Wissenschafter des Jahres
- 2004: Karl Landsteiner-Medaille
- 2006: Österreichisches Ehrenkreuz für Wissenschaft und Kunst I. Klasse[4]
- 2008: Erwin Schrödinger-Preis[5]